# Siegfried Trommer
Siegfried Trommer (* 20. Februar 1938 in Grünbach; † 17. Februar 2018) war ein deutscher Politiker (CDU).

## Leben
Siegfried Trommer studierte von 1956 bis 1962 an der TU Dresden Physik. Anschließend war er im Gebiet der Forschung und Entwicklung in der Industrie (Dkk Scharfenstein) tätig. Aus seiner Tätigkeit gingen u. a. zwölf Patente hervor. An der TH Karl-Marx-Stadt wurde er 1976 mit seiner Dissertation über das thermodynamische Thema Die Messung schnell veränderlicher Gastemperaturen als wesentliches Element im System der simultanen Messwerterfassung bei schnellaufenden Hermetikkompressoren zum Dr. rer. nat. promoviert. 
Er trat 1990 in die CDU ein. Vom 8. Juni 1990 bis zum 31. Juli 1994 war Trommer Landrat des Landkreises Zschopau. Nach der Fusion mit dem Kreis Marienberg zum Mittleren Erzgebirgskreis im Rahmen der Kreisreform 1994 unterlag er in der parteiinternen Nominierung Albrecht Kohlsdorf.
Er lebte seit 1964 in der ehemaligen Kreisstadt Zschopau.